# إرلينغ ساندبرغ
إرلينغ ساندبرغ (بالبوكمول: Erling Sandberg) هو مصرفي نرويجي، ولد في 3 أغسطس 1879، وتوفي في 30 يونيو 1956.